# Approche transsystémique
L'approche transsystémique est une approche en droit comparé et une approche à la formation juridique qui fait une synthèse épistémique de la common law et du droit civil dans une perspective bijuridique. Il s'agit également de l'approche officielle d'enseignement du droit de la Faculté de droit de l'Université McGill
Cette approche du droit a été beaucoup favorisée par les théoriciens du droit anglophones du Québec en tant que manière de repenser le droit dans un contexte de mondialisation et de pluralisme grandissants. Puisque le droit québécois est un droit mixte possédant deux traditions juridiques, le droit civil en droit privé et la common law en droit public, l'approche transsystémique permet de réfléchir concrètement sur la manière dont ces deux systèmes interagissent, voire entrent en collision. Selon les défenseurs les plus convaincus de l'approche transsysémtique, comme le professeur Harry W. Arthurs, en cette nouvelle ère de mondialisation, le droit serait désormais issu de la collision permanente entre les systèmes juridiques, hors de toute volonté souveraine du législateur, ce qui permet d'envisager le droit sous une perspective d'indétermination radicale.
L'approche transsystémique permet également de voir comment les concepts juridiques passent d'une culture juridique à une autre et se transforment par le fait même de leur passage. Cette théorisation du phénomène interculturel trouve également application dans le domaine de la traductologie ; par exemple, le théoricien du postcolonialisme Homi Bhabha utilise la notion de « traduction culturelle » pour décrire les processus interculturels de déplacement de concepts, de valeurs et d'idées qui engendrent le métissage culturel.
Dans un contexte plus large de droit canadien, l'approche transsystémique permet aussi d'analyser les similitudes et les différences entre le droit québécois et le droit des provinces de common law. Et puisque le gouvernement fédéral a adopté le bijuridisme dans la Loi d’harmonisation no 1 du droit fédéral avec le droit civil, il est désormais possible d'envisager le droit fédéral canadien sous l'angle de l'approche transsystémique.
Selon le professeur Pascal Ancel de l'Université du Luxembourg, il serait également loisible d'utiliser l'approche transsysémique dans un contexte européen, afin de dénationaliser l'enseignement du droit civil.
Toutefois, il faut bien noter qu'il existe des règles d'origine jurisprudentielle qui empêchent une utilisation excessive de l'approche transsystémique dans un contexte de décision judiciaire. Par exemple, dans l'arrêt Rubis c. Gray Rocks Inn Ltd. de la Cour suprême du Canada, il est dit de manière explicite qu'il faut éviter que des affaires de droit civil soient tranchées par des concepts de common law. Au Québec, le droit civil est souvent perçu comme étant en danger face à l'omniprésence de la common law en Amérique du Nord, et devant ce sentiment d'inquiétude, la Cour suprême a pris des mesures de politique judiciaire pour empêcher que les juges n'utilisent abusivement des concepts de common law pour résoudre des problèmes de droit civil.